# Louis de Jarente de Sénas d'Orgeval
Pour les articles homonymes, voir Jarente et Sénas.
Louis-François-Alexandre de Jarente de Sénas d'Orgeval de La Bruyère, né le 1er juin 1746 à Bressieux, mort le 30 octobre 1810 à Paris, est évêque d'Orléans puis évêque constitutionnel du Loiret.

## Famille
Né au château de Soissons, à Bressieux, le 1er juin 1746, Louis de Jarente est le fils de Balthazar-Alexandre de Jarente, marquis de Sénas et d'Orgeval et d'Elisabeth Rambault de Saint-Maurice. 
Deux de ses deux sœurs épousent des parents d'évêques :
- en 1765, Félicité Justine de Jarente d'Orgeval, qui est accompagnée de leur oncle, Louis Sextius Jarente de La Bruyère, épouse Jacques de Bausset, officier dans le régiment du roi-infanterie, qui est le neveu de Joseph-Bruno de Bausset-Roquefort évêque de Béziers (qui célèbre le mariage)[2]

- en 1768, Marie Félicité Elisabeth de Jarente d'Orgeval épouse Louis Scipion Guillaume Jean, marquis de Nicolay baron de Sabran, seigneur de Cavillargues, qui est le neveu de Louis-Marie de Nicolaÿ, alors vicaire général de Bayeux et futur évêque de Cahors.

## Carrière ecclésiastique
Prêtre du diocèse de Vienne, il est vicaire général de Loménie de Brienne à Toulouse en 1770,.
Il est nommé agent général du clergé par la province de Toulouse le 25 janvier 1775, et coadjuteur de l'évêque d'Orléans, avec future succession le 29 octobre 1780, puis sacré le 18 février 1781 évêque d'Olba, en Cilicie.
Très dépensier, il mène une vie fastueuse, ce qui ne l’empêche pas de devenir coadjuteur de son oncle Louis Sextius Jarente de La Bruyère, puis évêque d'Orléans à la mort de ce dernier, en 1788, diocèse pour lequel il perçoit 50 000 livres de rente annuelle. 
Le 5 août 1788, il célèbre l'union de Paul Anne François Elisabeth, comte de Navailles et de la nièce de Mirabeau, Elisabeth Victorine Pauline de Clapiers de Grasse-Cabris. 
Il est l'un des quatre évêques d'Ancien Régime ralliés à l'Église constitutionnelle. Mais il se dérobe quand il faut donner l'investiture aux nouveaux évêques élus. Il envoie sa démission au pape Pie VI le 21 novembre 1793 et se marie. Il n'est pas remplacé à la tête du diocèse du Loiret qui est administré par un presbytère[Quoi ?]. Lors du concordat de 1801 il doit réitérer sa démission le 2 août 1801.
Pour subsister, il doit obtenir une place de bibliothécaire à l'Arsenal puis de professeur en collège. Il meurt à Paris le 30 octobre 1810.